# مشوال
المِشْوَال (الجمع: مَشَاوِيل)، ويطلق عليه أيضا المِرْفَاع النَقَّال أو رافعة السيارة، ويشار إليه غالبًا بمجرد مِرْفَاع أو مِرفع أو رَافِعَة، هو جهاز رفع ميكانيكي يستخدم لتطبيق قوى كبيرة أو رفع أحمال ثقيلة. يَستخدم المشوال الميكانيكي أسنان اللولب لرفع المعدات الثقيلة. يَستخدم المشوال السائلي طاقة سوائلية. والشكل الأكثر شيوعًا هو مشوال السيارة أو مشوال المرأب الذي يرفع المركبات بحيث يمكن إجراء الصيانة. وعادةً ما تُصنَّف المشاويل بقدرة رفع عظمى (على سبيل المثال، 1.5 طن أو 3 أطنان). أما المشاويل الصناعية فيمكن تصنيفها لتحمّل أطنان عديدة من الحمولة.